# Portulaca clavigera
Portulaca clavigera är en portlakväxtart som beskrevs av Geesink. Portulaca clavigera ingår i släktet portlaker, och familjen portlakväxter. Inga underarter finns listade i Catalogue of Life.